# Михайлов Дмитро Михайлович
Дмитро Михайлович Михайлов (рос. Дмитрий Михайлович Михайлов; 3 жовтня 1979, м. Ленінград, СРСР) — російський хокеїст, нападник.
Вихованець хокейної школи СКА (Санкт-Петербург). Виступав за СКА (Санкт-Петербург), «Спартак» (Санкт-Петербург), «Хімік-СКА» (Новополоцьк), «Титан» (Клин), «Шинник» (Бобруйськ), ХК «Брест», Беркут Київ.
Досягнення
- Бронзовий призер чемпіонату України (2012).